# Brachychilus chevrolatii
Brachychilus chevrolatii là một loài bọ cánh cứng trong họ Cerambycidae.